# My Name Means Horse
My Name Means Horse, estilizado como ...my name means horse, es el segundo álbum del cantante australiano nacido Ross Ryan. Fue publicado en febrero de 1974 a través de EMI Records. El álbum incluía el sencillo «I Am Pegasus», que alcanzó el puesto número 2 en la lista de sencillos australianos.

## Título
El título del álbum hace referencia a la letra de la canción «I Am Pegasus»: “I am Pegasus, my name mea-eans horse”. Además, Ross es una palabra equivalente común para caballo para los nativos del sur de Alemania, Suiza y Austria. “Mi nombre Ross en realidad significa caballo”, declaró Ryan a The Sydney Morning Herald. “Así que realmente comenzó como una canción irónica que protestaba por el hecho de que mi nombre no significaba algo más heroico”.

## Ilustración y empaque
La portada del lanzamiento en vinilo original, diseñada por EMI Art, muestra a Ryan y un caballo en un matadero. La portada interior mostraba un caballo en el escenario, con un micrófono, recibiendo una ovación de pie de varias compañías discográficas de EMI y compinches de la editorial Castle Music a la vez que Ryan, todavía sentado, miraba hacia otro lado: “Esa fotografía fue tomada en la Universidad de Melbourne, contratamos un caballo e intentamos sin éxito acercar su cabeza al micrófono”, declaró Ryan.

## Lista de canciones
Todas las canciones escritas y compuestas por Ross Ryan. 
Lado uno
1. «You Put Me On» – 2:26
2. «Orchestra Ladies» – 2:48
3. «Don't Look to Me» – 4:37
4. «There Is No Pain» – 3:07
5. «Blood on the Microphone» – 4:08
6. «Nobody Waved Goodbye» – 5:12

Lado dos
1. «I Am Pegasus» – 4:00
2. «Battle Song» – 5:41
3. «Edith Child» – 3:08
4. «606» – 3:52
5. «A Jules Song» – 1:48
6. «Sing-Along-Horse-Song» – 2:45

## Posicionamiento

### Gráfica semanal
| Gráfica (1974)                | Pico de posición |
| ----------------------------- | ---------------- |
| Australia (Kent Music Report) | 3                |

### Gráfica de fin de año
| Gráfica (1974)                | Pico de posición |
| ----------------------------- | ---------------- |
| Australia (Kent Music Report) | 21               |

## Certificaciones y ventas
| País                                                     | Certificación | Ventas   |
| -------------------------------------------------------- | ------------- | -------- |
| Australia (ARIA)                                         | 3× Oro        | 105 000* |
| *cifras de ventas basadas únicamente en la certificación |               |          |